# Peter Snell
Peter George Snell, novozelandski atlet, * 17. december, 1938, Opunake, Taranaki, Nova Zelandija, † 12. december 2019, Dallas, ZDA.
Snell je nastopil na poletnih olimpijskih igrah v letih 1960 v Rimu in 1964 v Tokiu. Leta 1960 je postal olimpijski prvak v teku na 800 m, leta 1964 pa v teku na 800 m in 1500 m. Na Igrah Commonwealtha 1964 v Perthu je zmagal v teku na 880 jardov in miljo. 2. februarja 1962 je postavil svetovni rekord v teku na 800 m s časom 1:44,3. Izenačila sta ga Ralph Doubell leta 1968 in Dave Wottle leta 1972, izboljšan pa je bil leta 1973, ko je Marcello Fiasconaro postavil pol sekunde boljši čas. 27. januarja 1962 je postavil še svetovni rekord v teku na miljo s časom 3:54,4, 17. novembra 1964 pa je svoj rekord popravil še za tri desetinke sekunde. Veljal je do leta 1965, ko ga je popravil Michel Jazy.
V letih 1962 in 1964 je bil izbran za svetovnega atleta leta. Leta 2012 je bil sprejet v novoustanovljeni Mednarodni atletski hram slavnih, kot eden izmed prvih štiriindvajsetih atletov.